# Katedrala sv. Luja u Plovdivu
Katedrala sv. Luja (bugarski: катедрала „Свети Лудвиг“, katedrala „Sveti Ludvig“) katolička je katedrala u bugarskom gradu Plovdivu i, zajedno s Katedralom sv. Josipa u Sofiji, stolna crkva (prvostolnica) Sofijsko-plovdivske biskupije. Jedna je od najvećih, najpoznatijih i najvažnijih katoličkih crkava u cijeloj zemlji.
Građena je krajem pedesetih godina XIX. st., na nagovor tadašnjega sofijsko-plovdivskoga vikara Andreja Canove pod ravnanjem Ivana Bojanina, a prema nacrtima rimskoga arhitekta te je prvotni izgled predstavljao spoj rimske renesansne bazilikalne i bugarske preporoditeljske arhitekture. Izgrađena je kao trobrodna bazilika sa sedam oltara, duga 44, široka 21 i visoka 15 metara. U vijencu glavnoga broda bijaše upisan natpis na bugarskomu i latinici „Na Veliki Boga za slava na sv. Ludovika“. Završetkom izgradnje, 1861., u crkvu su ugrađene i orgulje, tada prve takve u cijeloj Bugarskoj, koje su se s vremenom nadograđivale i proširivale. Naknadno je 1899. završena i kula-zvonik u firentinskomu stilu, Kula Leontina, po nacrtima Mariana Pernigonija, s pet zvona izlivenih u Bochumu, dar Leona XIII.
Čirpanski potres na Veliku subotu 1928. srušio je pročelje i bočne kule, pri čemu je život zamalo izgubio tadašnji apostolski nuncij u Bugarskoj i budući papa, Angelo Giuseppe Roncalli. Tijekom 1929. i 1930., pod vodstvom Kamena Petkova, pročelje je obnovljeno u duhu baroka i talijanskoga klasicizma. Veliki požar iz 1932. oštetio je rezbareni drveni strop i bočne oltare. Unutrašnjost crkve obogaćena je freskama Krstja Stamatova i Dosja Mandova, a pročelje ponovno obnovljeno u neoklasicističkom duhu, s nizom skulptura i polustupova. Katedralu je završetkom obnove blagoslovio 8. svibnja 1932.  biskup Angelo Roncali. Kasnije su u unutrašnjosti dodani i eklekticistički ukrasi koji su objedinili tradicijsku i onovremenu crkvenu arhitekturu.
Početkom 1991. na koru su ugrađene drvene orgulje s dvanaest registara. U katedrali se 2002. molio papa Ivan Pavao II. prilikom posjeta Bugarskoj i susreo s katoličkom mladeži. Biskup Georgi Jovčev posvetio je 2007. kapelicu bl. Pavla Džidžova.
U središnjemu dijelu katedrale nalaze se nadgrodbne ploče trojice biskupa, zaslužnika Crkve u Bugara (Andrea Canova, Francesco Reinaudi i Roberto Manini), a u kripti svoju grobnicu imaju kneginja Marija Lujza Bourbon-Parmska, prva supruga Ferdinanda I.. Lujzin sarkofag djelo je Tommasa Gentilea s bugarskim i bourbonskim grbom te njezinim posljednjim riječima, upućenima mužu Ferdinandu: „Umirem, ali na nebu ću biti ponad Vas, ponad djece naše i ponad Bugarske.“